# Andranomafana
Andranomafana is een plaats en commune in het zuiden van Madagaskar, behorend tot het district Ankazoabo, dat gelegen is in de regio Atsimo-Andrefana. Tijdens een volkstelling in 2001 telde de plaats 6.000 inwoners.
De plaats biedt enkel lager onderwijs. 55% van de bevolking werkt als landbouwer en 44% houdt zich bezig met veeteelt. Het belangrijkste landbouwproduct is maniok; overige belangrijke producten zijn mais en rijst. Verder is 1% actief in de dienstensector.